# Cydoor
Cydoor est un spyware, utilisé par l'unité commerciale de l'entreprise du même nom. Il a pour but de recueillir des données sensibles sur les utilisateurs qui utilisent les logiciels infectés. Ces données sont alors à la disposition de Cydoor qui peut par exemple les revendre à des spammeurs. Cydoor est entre autres fortement implanté dans des logiciels tels que Kazaa ou Netant. On le trouve aussi dans plusieurs copies de l'installeur de Babylon.